# 雅温得大学
雅温得大学（法語：Université de Yaoundé）是曾经存在的一所喀麦隆公立大学，位于首都雅温得。

## 校史
1962年在法国帮助下成立雅温得联邦大学。1972年因国家体制改革，联邦制的喀麦隆联合共和国改组为单一制的喀麦隆共和国，学校遂更名为雅温得大学。
1993年，教育体制改革中，雅温得大学被拆分为雅温得第一大学和雅温得第二大学。